# 흰눈이 내린다
흰눈이 내린다는 흔한남매(한으뜸, 장다운 등)가 만든 곡이다. 이 곡은 2021년 멜론 차트에 출시된 곡이다. 이 곡은 흔한 컴퍼니가 직접 제작한 곡으로 유튜브, SNS등 많은 곳에 가사 또는 노래가 나와 있다.
그리고 실제로 멜론 차트에 추가되었다.